# Trubanjovke
Trubanjovke (lat. Passifloraceae) je porodica kritosjemenjača koja sadrži 932 vrsta svrstanih u 36 rodova.
Porodica je nazvana prema rodu Passiflora, u kojoj se nalazi biljke kao što je npr. jestiva marakuja, ali i Passiflora incarnata te Passiflora foetida.

## Opis
Passifloraceae je porodicatrubanjovki u redu Malpighiales, koja sadrži 16 rodova i 705 vrsta zeljastih ili drvenastih loza, grmlja i drveća, uglavnom iz toplih krajeva. Passifloraceae je najrazvijenija u Neotropima i Africi. Najveći rod u porodici je Passiflora, rod pasiflore, s 525 vrsta, od kojih su mnoge visoko cijenjene zbog svojih upadljivih, neobičnih cvjetova.
Mnogi članovi porodice penju se pomoću vitica koje se nalaze u pazušcu lista, iako su drugi uspravna stabla ili grmovi. Listovi su često spiralno raspoređeni duž stabljike i stipulirani su. Druge karakteristike uključuju prisutnost radijalno simetričnih muških, ženskih ili dvospolnih cvjetova s tri do pet čašica, latica i prašnika. Cvjetovi obično imaju jednokomornu plodnicu sastavljenu od tri do pet karpela (segmenata koji nose ovule), s brojnim ovulima pričvršćenim na unutarnje stijenke jajnika. Prašnici su ispod jajnika i oba se obično nalaze na kraju stabljike koja se naziva androginofor. Ponekad se na peteljci nosi samo plodnica. Gotovo sve vrste imaju sjemenke koje nose mesnati dodatak koji se naziva aril. U porodici pasiflore često se u cvijetu nalazi jedan ili više pršljena struktura sličnih viticama, zvanih kruna. Plodovi su kapsule ili bobice.
Passiflora je najraznolikija u Neotropima, sa samo 20-tak vrsta autohtonih drugdje u pacifičkoj i indomalezijskoj regiji. Mnoge vrste pasiflore uzgajaju se zbog cvjetova ili jestivih plodova, poput gorostasne granadile (P. quadrangularis), slatke granadile (P. maliformis), žute granadile (P. laurifolia) i ljubičaste granadile (P. edulis). Drugi veliki rod u porodici je Adenia, s oko 100 vrsta pronađenih u Africi i tropskoj Aziji. 35 članova roda Basananthe ograničeno je na tropsku i južnu Afriku.

## Potporodice
Potporodice unutar ove porodice su:
- Malesherbioideae Ruiz y Pavón
- Passifloroideae Burnett, 1835.
- Pibirioideae Maas, 2019[2]
- Turneroideae Eaton

## Rodovi
Rodovi unutar ove porodice su:
1. Adenia Forssk., 1775
2. Adenoa Arbo, 1977
3. Afroqueta Thulin & Razafim., 2012
4. Ancistrothyrsus Harms, 1931
5. Androsiphonia Stapf, 1905
6. Arboa Thulin & Razafim., 2012
7. Barteria Hook. f., 1860
8. Basananthe Peyr., 1859
9. Crossostemma Planch. ex Hook., 1849
10. Deidamia Thouars, 1806
11. Dilkea Mast., 1871
12. Efulensia C.H. Wright, 1897
13. Erblichia Seem., 1853
14. Hyalocalyx Rolfe, 1884
15. Loewia Urb., 1897
16. Malesherbia Ruiz & Pav., 1794
17. Mathurina Balf.f., 1876
18. Mitostemma Mast., 1883
19. Oxossia L.Rocha, 2019
20. Paropsia Noronha ex Thouars, 1805
21. Paropsiopsis Engl., 1891
22. Passiflora L., 1753
23. Pibiria Maas, 2019
24. Piriqueta Aubl., 1775
25. Schlechterina Harms, 1902
26. Stapfiella Gilg, 1913
27. Streptopetalum Hochst., 1841
28. Tricliceras, Thonn. ex DC., 1826
29. Turnera L., 1753
30. Viridivia J.H. Hemsl. & Verdc., 1956

### Sinonimi
1. Odostelma Raf., 1836 [1838] →Passiflora L.
2. Senapea Aubl., 1775 →Passiflora L.
3. Tacsonia Juss., 1789  →Passiflora L.
4. Tetrapathaea (DC.) Rchb., 1828 →Passiflora L.
5. Tetrastylis Barb. Rodr., 1882 →Passiflora L.
6. Triacis Griseb., 1864 [1860] →Turnera Plum. ex L.
7. Wormskioldia Thonn., 1827 →Tricliceras Thonn. ex DC.
8. Anthactinia Bory ex M. Roem., 1846 →Passiflora L.
9. Astephananthes Bory, 1819 →Passiflora L.
10. Astrophea (Ohwi) Rchb., 1828 →Passiflora L.
11. Baldwinia Raf., 1818 →Passiflora L.
12. Blephistelma Raf., 1836 [1838] →Passiflora L.
13. Cieca Medik., 1787 →Passiflora L.
14. Decaloba (DC.) M. Roem., 1846 →Passiflora L.
15. Distephana (Juss. ex DC.) Juss. ex M. Roem., 1846 →Passiflora L.
16. Erndelia Raf., 1836 [1838] →Passiflora L.
17. Granadilla Mill., 1754 →Passiflora L.
18. Gynopleura Cav., 1798 Malesherbia Ruiz & Pav.
19. Hounea Baill., 1881 →Paropsia Noronha ex Thouars
20. Jaeggia Schinz, 1888 →Adenia Forssk.
21. Keramanthus Hook. f., 1876 →Adenia Forssk.
22. Lortetia Ser., 1847 →Passiflora L.
23. Microblepharis Wight & Arnold ex M. Roem., 1846 →Adenia Forssk.
24. Modecca Lam., 1797 →Adenia Forssk.
25. Tryphostemma Harv., 1859 →Basananthe Peyr.
26. Vasconcellosia Caruel →Vasconcellea A.St.-Hil.

Neki su autori dijelom ove porodice smatrali rod Abatia Ruiz. & Pav. tribusa Abatieae i rod Aphaerema Miers. Ova dva roda danas su isključena iz porodice Passifloraceae i dijelom su Salicaceae.
Rodu Hollrungia status imena nije riješen. WCSP (prema podatcima od 23. ožujka 2012.) nije etablirao ovo ime niti kao prihvaćeno niti ga tretira sinonimom s izvornim publikacijskim detaljima (Bot. Jahrb. Syst. 9: 212 1888.). Neki podatci sugeriraju da je Hollrungia aurantioides možda P. aurantioides (K.Schum.) Krosnick .
Rodu Vasconcellosia osporena je pripadnost ovoj porodici i svrstavaju ga pod imenom Vasconcellea u porodicu Caricaceae.
Usporedi i GRIN-ovu bazu podataka.